# Шрёдер, Альвин
Альвин Шрёдер (нем. Alwin Schroeder; 15 июня 1855, Нойхальденслебен — 17 октября 1928, Бостон) — немецко-американский виолончелист. Сын скрипача Карла Шрёдера (1816—1890), брат Карла и Германа Шрёдеров.
Учился у своего отца и старшего брата Германа, затем в Берлинской Высшей школе музыки у Генриха де Аны и Вильгельма Таперта. В 1867—1873 гг. выступал в составе струнного квартета вместе с тремя братьями, исполняя партию альта (помимо Карла на виолончели и Германа-примариуса, вторую скрипку играл ещё один брат, Франц). В 1872 г. дебютировал в оркестре под управлением Карла Либиха как скрипач, с 1875 г. окончательно перешёл на виолончель, затем выступал в Гамбурге. С 1880 г. в Лейпциге, вице-концертмейстер группы виолончелей (концертмейстером был Юлиус Кленгель) в Гевандхаус-оркестре, в 1883—1889 гг. играл в квартете Генри Петри, затем также профессор Лейпцигской консерватории. С 1891 г. в США, первоначально как первая виолончель Бостонского симфонического оркестра. Одновременно с пультом в оркестре занял место виолончелиста в известном Квартете Кнайзеля, участник ряда заметных событий музыкальной жизни США, в том числе мировой премьеры Американского квартета Антонина Дворжака (1894). В 1907 г. Шрёдер покинул квартет и уехал в Германию, однако годом позже вернулся, отметив возвращение концертом в Карнеги-холле в сопровождении Нью-Йоркского симфонического оркестра; по мнению рецензента New York Times, произведения Габриэля Форе и Леона Боэльмана были исполнены Шрёдером «с широтой, достоинством и уравновешенностью, красивым и благородным тоном, безошибочной интонацией, которые всем хорошо памятны как отличительные черты его искусства». Как ансамблист в 1908—1910 гг. играл в квартете Вилли Хесса, после 1915 г. выступал также в составе фортепианного трио Адели Маргулис.
Шрёдер известен также как педагог, составитель сборника «170 фундаментальных упражнений для виолончели» (англ. 170 Foundation Studies for Violoncello, в трёх частях). Шрёдеру посвящены Маленькая сюита для виолончели и фортепиано Ферруччо Бузони (1885) и первый том «Высшей школы виолончельной игры» Давида Поппера (1901).